# Języki kareńskie
Języki kareńskie – grupa języków w ramach rodziny chińsko-tybetańskich, z podrodziny języków tybeto-birmańskich, używane zwłaszcza na terenie Birmy i Tajlandii. Są językami tonalnymi.